# Despalme
Se llama despalme a la operación consistente en quitar la palma córnea del casco del caballo de encima de la carnosa.
Conviene realizar el despalme en multitud de enfermedades del casco y de las extremidades, sobre todo de aquellas que formando materias, no pueden tener salida libre mientras no se quite la palma o que sea preciso descubrir algún punto alterado colocado debajo de ella. El despalme puede ser parcial o total, es decir, se quita parte de la palma o toda ella, según se crea necesario. Es muy general que los dueños de animales se asusten al oír la palabra despalme cuando la operación no implica consecuencias negativas, encontrándose el animal completamente curado pasados quince días. Los malos resultados solo pueden depender de la enfermedad que reclama dicha operación, que debe hacer siempre un profesional.